# Salesianos de Mindelo
Os Salesianos de Mindelo são uma comunidade sediada na Ilha de São Vicente (Cabo Verde) desde 1954, colaborando com a diocese local na evangelização e formação de “bons cristãos e honestos cidadãos”. A sua missão segue os passos de D. Bosco, procurando ajudar cada criança e jovem a sentir-se amado por Jesus e sua Mãe, Maria Auxiliadora.

## Escola Salesiana de Artes e Ofícios (ESAO)

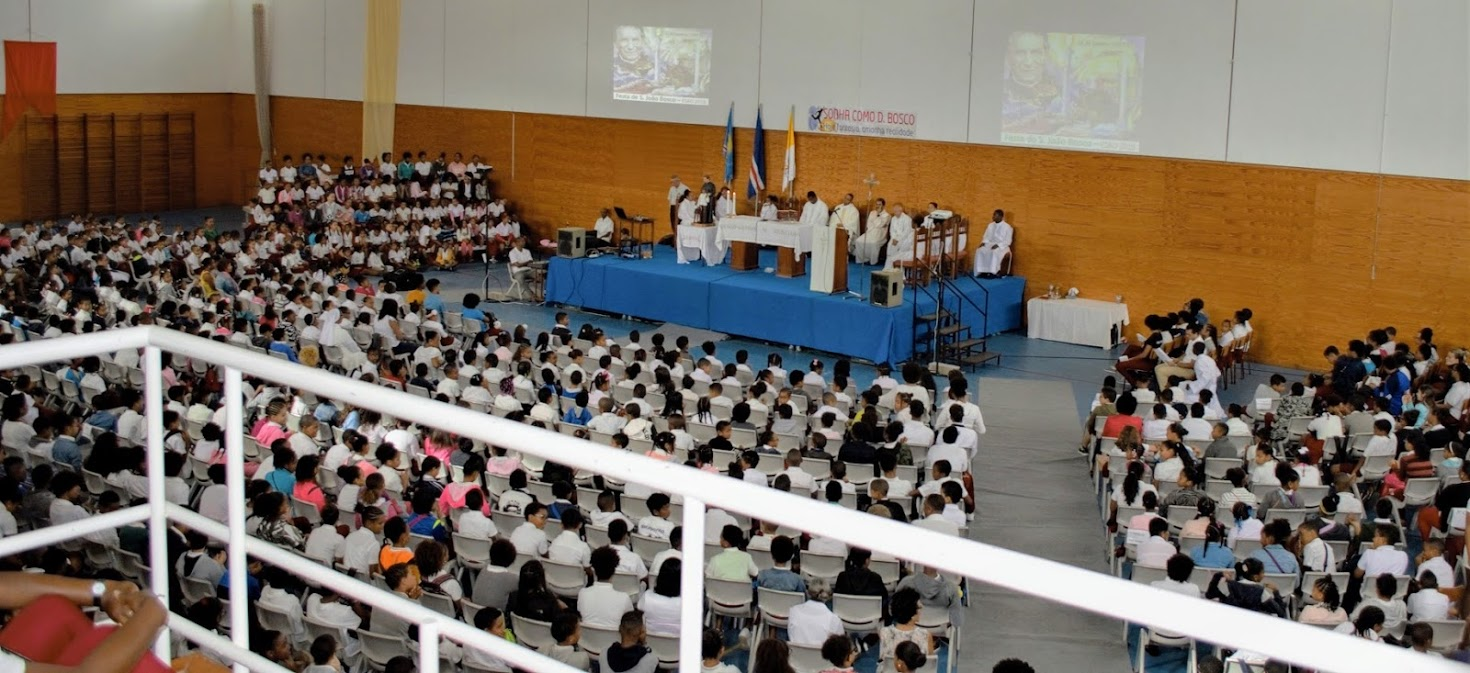
Festa de D. Bosco no Pavilhão D. Bosco

A Escola Salesiana de Artes e Ofícios (ESAO) é uma escola privada católica fundada em 1954, localizada em Mindelo (Cabo Verde), Ilha de São Vicente (Cabo Verde). Pertence à Família Salesiana e à Província Portuguesa da Sociedade Salesiana e é orientada por padres e irmãos da Congregação Salesiana, congregação religiosa esta que se dedica fundamentalmente à educação dos mais jovens.
É composta pelos ensinos Básico e Secundário, isto é, contém os níveis do 1º ao 12º anos, tendo neste momento cerca de 1500 alunos, 100 professores e 20 funcionários e auxiliares da ação educativa.
A escola procura que a pedagogia de Dom Bosco (São João Bosco) esteja sempre presente no ato educativo, pondo em prática o sistema preventivo baseado no trinómio: razão, religião e amabilidade.

## História

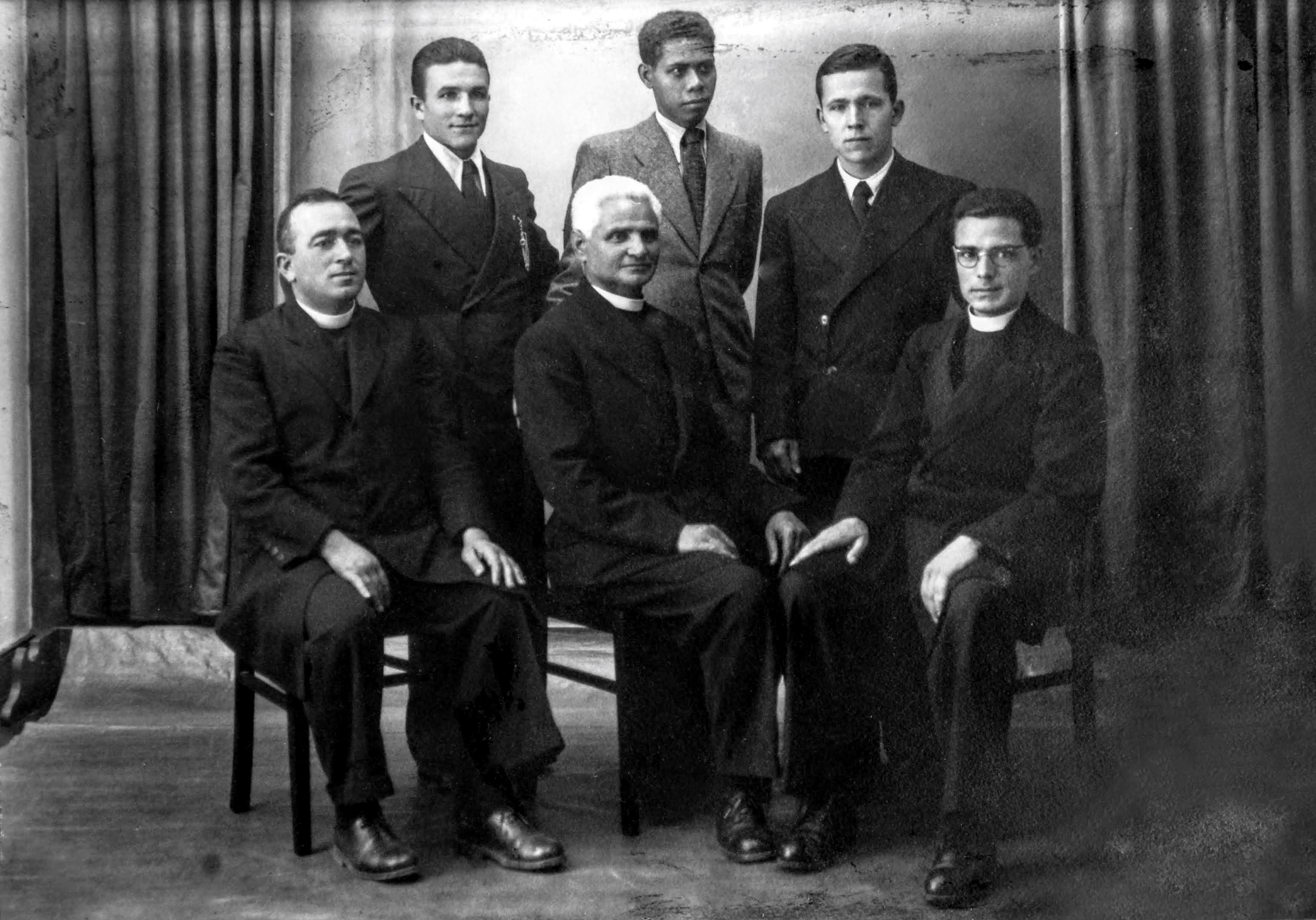
Primeiro grupo de missionários salesianos em Cabo Verde (1943). Da esq. para a dir: (sentados) P. Miguel Rodrigues, P. Francisco Leite, P. João de Moura Pires; (em pé) Sr. Domingues Alves, Sr. Carlos Marques (timorense) e Sr. Matias Lourenço.

Ao reconhecimento da província salesiana, como corporação missionária por parte do Ministério das Colónias, estava ligada a concessão de um subsídio governamental para a formação do pessoal missionário e o compromisso da província em enviá-lo logo que fosse possível para o ultramar, e concretamente para Timor, antes de qualquer outro território. Todavia o deﬂagrar da Segunda Grande Guerra (com a invasão da ilha primeiro pelos aliados e a seguir pelos japoneses) veio impossibilitar o cumprimento de tal condição no prazo acordado. Por isso o grupo de seis missionários destinados a Timor acabou por se estabelecer em Cabo Verde em 1943, respondendo ao apelo do bispo local D. Faustino Moreira e aí continuou após a guerra, em virtude de outro grupo se ter formado com destino a Timor, uma vez normalizadas aqui as condições de vida.
Os missionários, cheﬁados pelo Pe. Francisco Leite Pereira, começaram por se fixar provisoriamente na ilha de S. Nicolau, na expectativa de transitarem depois para a ilha de S. Vicente, onde deveriam tomar conta de uma escola de artes e ofícios logo que o local, entretanto ocupado por militares, ﬁcasse livre para tal efeito. Permaneceram em S. Nicolau até 1955, desenvolvendo simultaneamente actividades missionárias e paroquiais e colaborando também na formação intelectual dos seminaristas da diocese (Pe. João de Moura Pires). 
A mudança para S. Vicente começou por se efectuar em 1954, passando para lá apenas  dois elementos que tinham chegado a S. Nicolau num segundo tempo, isto é, em 1950, e que por sinal eram irmãos de sangue: Pe. Filipe de Oliveira e Domingos de Oliveira (irmão leigo). O Ministério do Ultramar acabara de lhes oferecer os pavilhões que serviam, anteriormente, de Hospital Militar. Depois das primeiras obras de adaptação dos edifícios, dirigidas pelo Pe. Filipe Pereira, iniciam um Oratório Festivo, começam as aulas e abrem as oﬁcinas de marcenaria, sapataria e alfaiataria, para internos e externos. Não sem grandes diﬁculdades, foi construído um templo de Maria Auxiliadora, solenemente inaugurado em 1961 com a presença do Provincial, Pe. Armando Monteiro, grande impulsionador missionário. Quanto aos outros, ao deixarem S. Nicolau em 1955, alguns foram juntar-se aos dois que já estavam em S. Vicente e os restantes regressaram à metrópole. 
Ao trabalho dentro da escola e no âmbito do oratório festivo anexo vieram juntar-se mais tarde as actividades pastorais da paróquia, que abrange toda a ilha, entrementes entregue aos cuidados dos salesianos (1975). Com a independência, não obstante a proﬁssão de fé dos responsáveis políticos na ideologia marxista, o trabalho dos salesianos pôde continuar na mesma linha do seu ideário, cristão e salesiano, sem sobressaltos de monta (aliás o estabelecimento da independência foi também relativamente pacíﬁco) e até com mais amplas perspectivas ao nível da escola. Nesta, de facto, além da instrução primária e da prática oﬁcinal, passaram a ser ministrados os cursos industrial e liceal. E, graças a apoios especiais vindos da Alemanha, está já na fase conclusiva um amplo projecto no campo da formação proﬁssional. A obra de Cabo Verde continua ligada à província portuguesa. 

## Escola Profissional
| “ | Em 17.02.1993, Sua Excelência o Dr. António Mascarenhas Monteiro, Presidente da República, em nome de todo o povo de Cabo Verde atribuiu a Medalha de Mérito da Primeira Classe aos Salesianos como reconhecimento pelo trabalho que temos vindo a desenvolver no campo do ensino, na educação da juventude e na evangelização. Esta foi mais uma prova do carinho deste povo para com os salesianos. (...) A Escola Salesiana de Mindelo não dá resposta a tantos pedidos. A juventude aumenta de dia para dia e, hoje como nunca, se tornam necessárias instituições que, como a nossa, abram as suas portas aos jovens e se esforçem por dar uma resposta aos seus anseios e necessidades. | ” |
| — Pe. Augusto de Deus (Diretor), Saudação do Diretor, Boletim Informativo Especial julho-agosto 1994 - N. 152, Província Portuguesa da Sociedade Salesiana - Lisboa, pág. 5. | |   |

## Escola Sócio Desportiva Salesianos Mindelo

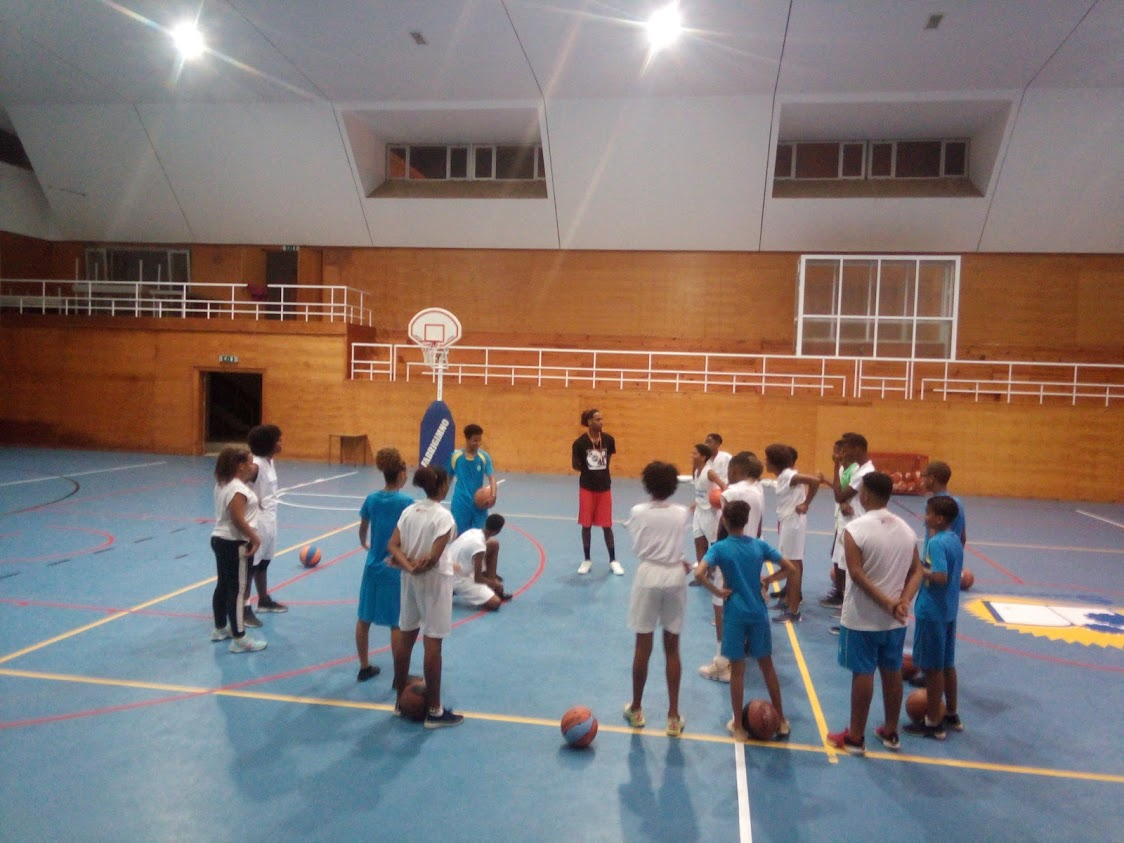
Treino de Basquetebol na Escola Sócio Desportiva Salesianos Mindelo

A Escola Sócio Desportiva Salesianos Mindelo é financiada pela Fundação Real Madrid. Aqui é possível educar para os valores cerca de 100 utentes através da prática desportiva. Acompanhar crianças, adolescentes e jovens em risco é um dos objetivos da Escola Sócio Desportiva que, para além dos professores de Educação Física, conta com alguns docentes e colaboradores na área do apoio social e acompanhamento escolar.
A ESAO começou a elaborar um projeto que foi enviado à FRM, tendo sido aprovado e Julho de 2012. A Escola Sócio-Desportiva iniciou, assim, a sua atividade em início de setembro de 2012, tendo a 2 de outubro iniciado as atividades com 80 alunos benificiários. Está em pleno funcionamento a Escola Sócio-Desportiva em Mindelo. 

## Outras Atividades e Grupos
- ArtiSport: atividades desportivas e artísticas, tais como judo, andebol, basquetebol, guitarra, dança, etc;
- Corrida D. Bosco;
- Jogos Escolares em São Vicente: futsal, andebol e mata;
- Jogos Salesianos em Portugal: futsal e basquetebol;
- Grupo de Teatro “Salesianos”;
- Grupo Coral D. Bosco;
- Salesianos Cooperadores;
- Antigos Alunos da ESAO;

## Capela de Nossa Senhora Auxiliadora

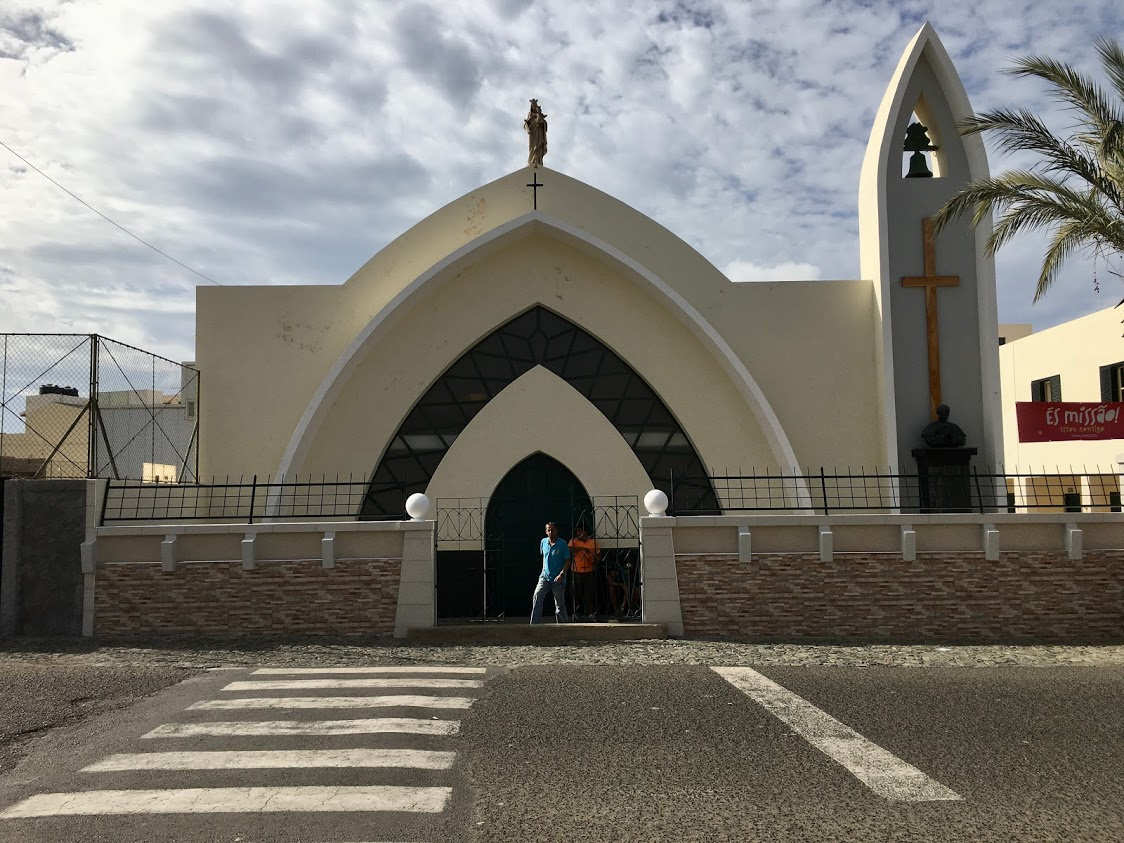
Capela de Nossa Senhora Auxiliadora

A Capela de Nossa Senhora Auxiliadora foi inaugurada em 1961 com a presença do Provincial, Pe. Armando Monteiro.

## Instalações

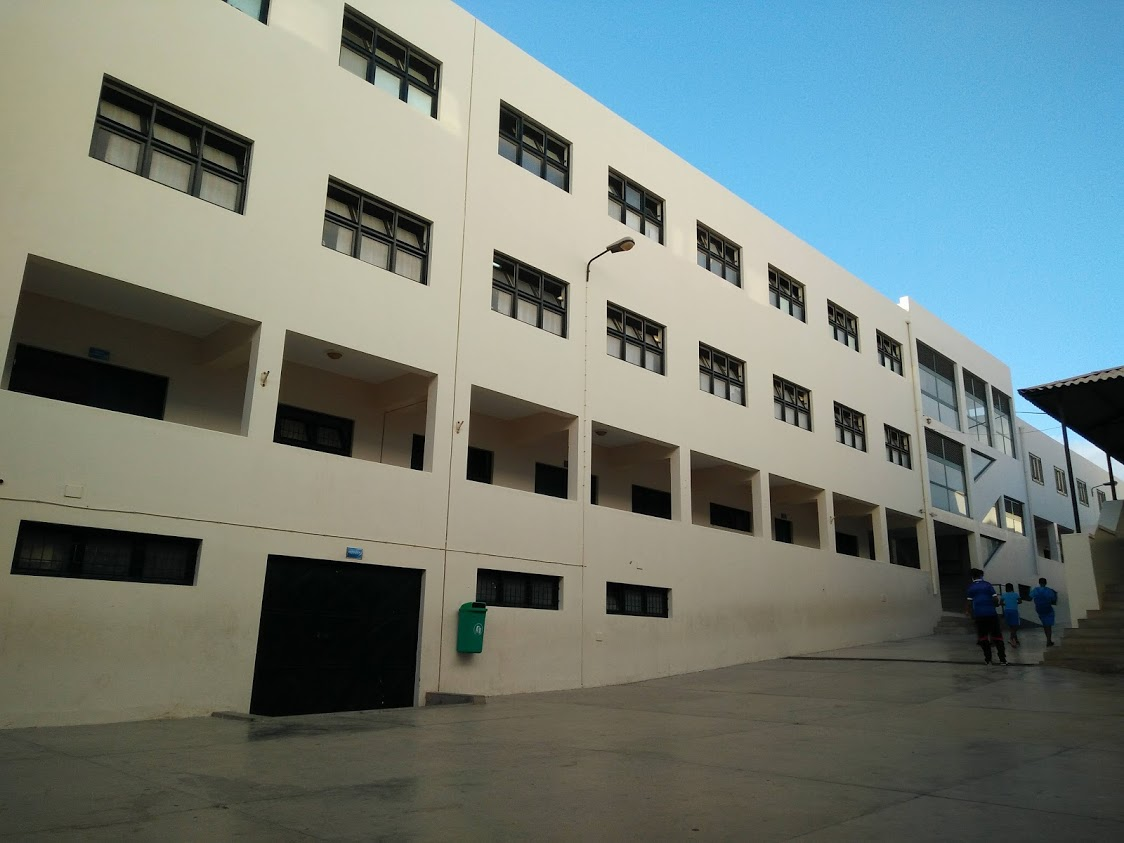
Edifício B (salas de aula)

Os Salesianos de Mindelo têm uma cantina, 1 auditório, 2 laboratórios, um bar escolar, uma Igreja, papelaria, biblioteca, sala de estudo, salas de informática e dois espaços desportivos nomeadamente 1 pavilhão, 1 campo externo e uma sala de aeróbica.

## Central de Energias Renováveis

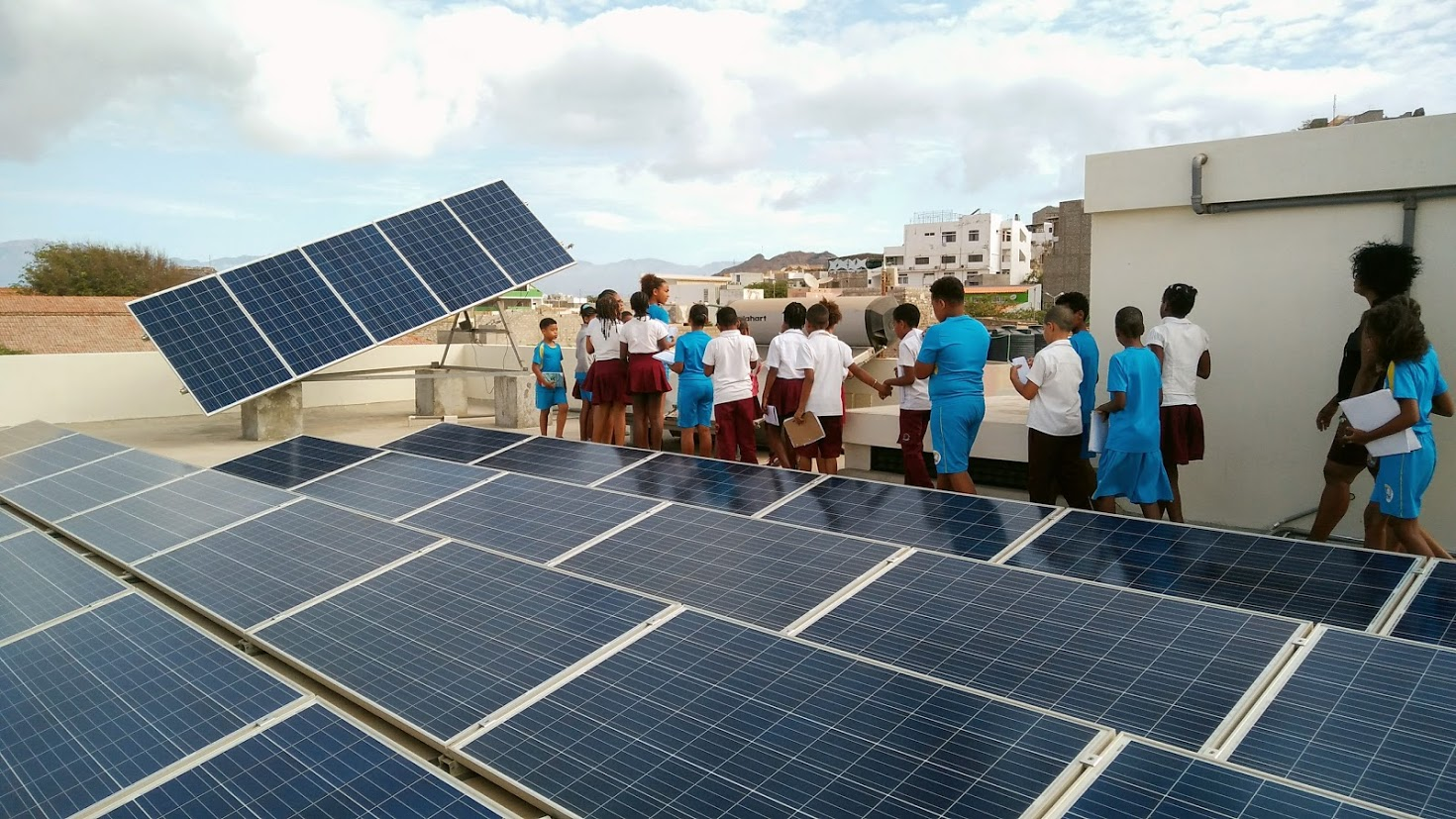
Central de Energias Renováveis

O Parque Fotovoltaico foi inaugurado no dia 31 de janeiro de 2018 pelo Sr. Bispo de Mindelo, e está erguido, graças a pessoas e instituições parceiras, nacionais e estrangeiras.
O Parque Eólico foi inaugurado no dia 31 de janeiro de 2019.
As inaugurações são o resultado de muitas parcerias, entre as quais, a Missiones Salesianas de Madrid, Espanha.
Do ponto de vista económico permite a redução da fatura energética e tem sido um espaço de formação profissional e educativo no campo das energias não-poluentes. 

## Outras Notícias
A notícia de ter começado em S. Vicente de Cabo Verde o ensino profissional indica um  retorno às fontes da actividade salesiana em favor dos jovens operários. Segundo as notícias de "O Cooperador Salesiano", o dia 5 de Outubro de 1992 assinalou este começo na escola salesiana. 
Nesse dia o Director, Pe. Augusto de Deus, teve uma reunião com o corpo docente, desenvolvendo o tema: "O papel do educador na formação do jovem". 
Outra acção muito salesiana foi o início do Oratório no dia 10 de Outubro de 1992. Estiveram presentes mais de 80 adolescentes e jovens. No torneio Domingos Sávio participaram 7 equipas do ensino liceal, e 4 do ensino profissional, e ainda jovens da paróquia salesiana. 
O recomeço da catequese no dia 18 de Outubro de 1992 reuniu grande número de crianças. 
Acontecimento importante para a paróquia foi a visita pastoral. O Bispo da Diocese, D. Paulino Livramento, chegou a S. Vicente no dia 11 de Novembro de 1992. Era aguardado no aeroporto pelo superior dos salesianos, pelo pároco, pelo presidente da Câmara, e pelos paroquianos. 
O dia 15 assinalou um acontecimento importante, que consistiu na Bênção da capela de S. Domingos Sávio, na localidade do Calhau. O Sr. Bispo regressou à Praia no dia 17 de Novembro de 1992. 
No dia seguinte, uma outra visita, a do Pe. Ramiro Pereira, Delegado Nacional para a Família Salesiana. 